# P&P
P&P is een historisch Brits merk van motorfietsen.
De bedrijfsnaam was Packmann & Poppe, Coventry, later P&P Motorcycles, Twickenham, Wooler & Gittins, Wembley en Almack Engineering Co., Wembley (1922-1930). 
P&P bouwde aanvankelijk de “Silent Three”, die een 346 cc Barr & Stroud-blok achter een soort stroomlijnkuip verborgen hield. Dit was een serieuze poging het geluidsniveau van de motorfiets te verlagen en tevens de berijder tegen weer en wind te beschermen. Later kwamen er modellen met JAP-motoren tot 996 cc. 
Na een brand in 1925, waarbij het hele bedrijf werd verwoest, nam de firma Wooler het merk over en bouwde de P&P-machines nog tot 1930. Een tijdlang werden deze motorfietsen door Montgomery gebouwd, waarschijnlijk ook als gevolg van de brand in 1925. De productie van P&P motorfietsen liep zodoende van 1922 tot 1930.
Erling Poppe zou later de ontwerper worden van de bekende Sunbeam S7 en S8 langsgeplaatste paralleltwins. 